# Trebnitztal
Trebnitztal este o arie protejată (arie specială de conservare — SAC, sit de importanță comunitară — SCI) din Germania întinsă pe o suprafață de 248 ha, integral pe uscat.

## Localizare
Centrul sitului Trebnitztal este situat la coordonatele 50°50′02″N 13°49′38″E / 50.8339°N 13.8272°E.

## Înființare
Situl Trebnitztal a fost declarat sit de importanță comunitară în iunie 2002 pentru a proteja 5 specii de animale. Situl a fost protejat și ca arie specială de conservare în aprilie 2011.

## Biodiversitate
Situată în ecoregiunea continentală, aria protejată conține 12 habitate naturale: Cursuri de apă de la nivel de câmpie la nivel montan, cu vegetație Ranunculion fluitantis și Callitricho-Batrachion, Pajiști uscate europene, Liziere de ierburi înalte hidrofile de câmpie și de nivel montan până la alpin, Fânețe de joasă altitudine (Alopecurus pratensis, Sanguisorba officinalis), Fânețe montane, Grohotișuri silicioase medio-europene, la altitudine înaltă, Pante stâncoase silicioase cu vegetație casmofită, Păduri de fag Luzulo-Fagetum, Păduri de fag Asperulo-Fagetum, Păduri de stejar și carpen Galio-Carpinetum, Păduri pe pante, grohotișuri și ravene de Tilio-Acerion, Păduri aluvionare cu Alnus glutinosa și Fraxinus excelsior (Alno-Padion, Alnion incanae, Salicion albae).
La baza desemnării sitului se află mai multe specii protejate:
- mamifere (3): liliac cârn (Barbastella barbastellus), râs eurasiatic (Lynx lynx), liliac comun (Myotis myotis)
- nevertebrate (1): fluturele-tigru (Callimorpha quadripunctaria)
- pești (1): zglăvoacă (Cottus gobio)